# Pad (topologie)

Pad van A naar B

In de topologie, een onderdeel van de wiskunde, is een pad door een topologische ruimte X een continue afbeelding f van het eenheidsinterval I = [0,1] op X.
f : I → X.
Het beginpunt van het pad is f(0) en het eindpunt f(1). Men spreekt vaak van een pad van x naar y, waarbij x en y de begin- en eindpunten van het pad zijn. Merk op dat een pad niet alleen een deelverzameling van X is die op een kromme lijkt, maar dat het pad ook een parametrisatie kent. De afbeeldingen f(x) = x en g(x) = x2 vertegenwoordigen bijvoorbeeld twee verschillende paden van 0 naar 1 op de reële getallenlijn. Verschillende paden kunnen dezelfde verzameling punten afleggen.
Een lus in een ruimte X kan als een continue afbeelding f : I → X worden beschouwd waar f(0) = f(1), of als een continue afbeelding van de eenheidscirkel C op X
f : C → X.
Dit is omdat C als een quotiënt van I kan worden beschouwd onder de identificatie 0 ~ 1. De verzameling van alle lussen in X vormen een ruimte, die de lusruimte van X wordt genoemd. Van een topologische ruimte, waarvoor er voor alle paren punten een pad bestaat dat die twee met elkaar verbindt, wordt gezegd dat deze samenhangend is. Iedere ruimte kan in een verzameling worden opgesplitst van samenhangende componenten. De verzameling van samenhangende componenten van een ruimte X wordt vaak aangeduid door π0X.
Men kan paden en lussen ook in gepunte ruimten definiëren, die in de theorie van homotopieën belangrijk zijn. Als X een topologische ruimte is met basispunt x0, dan is een pad in X een pad, waarvan het initiële punt in x0 ligt. Op soortgelijke wijze is een lus in X een lus, die op x0 is gebaseerd.

## Homotopie van paden

Homotopie tussen twee paden

Paden en lussen zijn centrale onderwerpen van studie in de homotopieën, een deelgebied van de algebraïsche topologie. Een homotopie van paden preciseert de notie van continue vervorming van een pad, waarbij de eindpunten vast blijven. Concreet is, een homotopie van paden, of pad-homotopie, in X een verzameling paden ft : I → X ook geïndexeerd door I zodanig dat
- f(0) = x0 en f(1) = x1 vast zijn.
- De afbeelding F : I × I → X gegeven door F(s, t) = ft(s) continu is.

Van de paden f0 en f1, die zijn verbonden door een homotopie, wordt gezegd dat deze homotoop, of preciezer gezegd pad-homotoop, zijn, dit om een onderscheid te maken tussen de relatie die op alle continue functies tussen vaste ruimten is gedefinieerd. Men kan op dezelfde manier ook een homotopie van lussen definiëren, waar het basispunt vast is.
Een homotopierelatie op paden in een topologische ruimte is een equivalentierelatie. Onder deze relatie wordt de equivalentieklasse van een pad f wel de homotopieklasse van f genoemd, wat wel met [ f ] wordt aangeduid.

## Padcompositie
Men kan op een voor de hand liggende manierin een topologische ruimte paden samenstellen. Stel dat f en g paden van x naar y en van y naar z zijn. Het pad fg wordt dan gedefinieerd als het pad dat wordt afgelegd door eerst pad f en vervolgens pad g af te leggen:
{\displaystyle fg(s)={\begin{cases}f(2s)&0\leq s\leq {\frac {1}{2}}\\g(2s-1)&{\frac {1}{2}}\leq s\leq 1.\end{cases}}}
Padcompositie is alleen gedefinieerd als het eindpunt van f exact overeenkomt met het startpunt van g. Padcompositie is, wanneer men alle lussen gebaseerd op een punt x0 in beschouwing neemt, een binaire operatie.
Padcompositie, hoe dan ook gedefinieerd, is niet associatief, dit als gevolg van het verschil in parametrisatie. Het is echter associatief tot pad-homotopie. Dat wil zeggen dat {\displaystyle [(fg)h]=[f(gh)]}. Padcompositie definieert een groepsstructuur op de verzameling van homotopie-klassen van lussen gebaseerd op een punt x0 in X. De resulterende groep wordt de fundamentaalgroep van X gebaseerd op x0 genoemd, meestal aangeduid met π1(X,x0).
In situaties waarin associativiteit van padcompositie is vereist, kan men een pad in X in plaats daarvan definiëren als een continue afbeelding van een gesloten interval {\displaystyle [0,a]} op X voor elke reële a ≥ 0. Een pad f van deze soort heeft een lengte f gedefinieerd als a. Padcompositie wordt dan als hiervoor gedefinieerd maar met de volgende wijziging:
{\displaystyle fg(s)={\begin{cases}f(s)&0\leq s\leq |f|\\g(s-|f|)&|f|\leq s\leq |f|+|g|\end{cases}}}
Waar in de voorgaande definitie, f, g en fg allemaal lengte 1 hebben, de lengte van het domein van de afbeelding, maakt deze definitie |fg| = |f| + |g|. Wat er in de vorige definitie voor zorgt dat het niet associatief is, is dat hoewel {\displaystyle (fg)h} en {\displaystyle f(gh)} dezelfde lengte hebben, namelijk 1, het middelpunt van {\displaystyle (fg)h} tussen g en h ligt, terwijl het middelpunt van {\displaystyle (fg)h} tussen f en g ligt. Met deze gewijzigde definitie hebben {\displaystyle (fg)h} en {\displaystyle f(gh)} dezelfde lengte, namelijk |f| + |g| + |h|, en hetzelfde middelpunt op {\displaystyle (|f|+|g|+|h|)/2} in {\displaystyle (fg)h} en in {\displaystyle f(gh)}. Zij hebben meer in het algemeen overal dezelfde parameterisatie.